# Saint-Pantaléon, Vaucluse
Saint-Pantaléon este o comună în departamentul Vaucluse din sud-estul Franței. În 2009 avea o populație de 183 de locuitori.

## Evoluția populației
| An        | 1975 | 1982 | 1990 | 1999 | 2006 | 2009 |
| --------- | ---- | ---- | ---- | ---- | ---- | ---- |
| Populație | 88   | 91   | 122  | 177  | 187  | 183  |

## Monumente
- Biserica Sfântul Pantelimon din Vaucluse⁠(fr)[traduceți], monument de arhitectură romanică din secolul al XI-lea